# Liste der Mitglieder des liechtensteinischen Landtags (1928)
Diese Liste führt die Mitglieder des Landtags des Fürstentums Liechtenstein auf, der aus den Landtagswahlen vom 15. Juli 1928 und den Stichwahlen am 29. Juli 1928 hervorging. Zur Wahl wurden Vorschläge der Christlich-sozialen Volkspartei (VP) und der Fortschrittlichen Bürgerpartei (FBP) eingereicht. Die Wahl fand statt, nachdem eine Betrugsaffäre bei der Sparkassa aufgedeckt und als sogenannter Sparkassa-Skandal bekannt wurde. Der Landesfürst Johann I. Josef löste den Landtag daraufhin auf und setzte Neuwahlen an. Das Ergebnis stellte ein Novum in der Geschichte des liechtensteinischen Landtags dar: Zum ersten Mal erreichte die FBP mehr Abgeordnete als die VP.
Um in den Landtag gewählt zu werden, benötigte man die absolute Mehrheit aller abgegebenen Stimmen, wobei jeder Wähler so viele Stimmen hatte, wie Kandidaten zu wählen waren. Erreichten mehrere Kandidaten die absolute Mehrheit der Stimmen, zogen diejenigen ein, die die meisten Stimmen auf sich vereinigen konnten. Im Wahlkreis Oberland wurden sieben und im Wahlkreis Unterland fünf Abgeordnete gewählt. Da ein Abgeordnetensitz aufgrund einer fehlenden absoluten Mehrheit nach dem ersten Wahlgang vakant blieb, fand am 29. Juli 1928 eine Stichwahl zwischen den zwei bestplatzierten Kandidaten statt.
Im Jahr 1930 war die (VP) der Meinung, dass die Wahlen 1928, da diese vorgezogene Wahlen waren, die Legislaturperiode von 1926 lediglich weitergeführt hätten und somit turnusgemäss in diesem Jahr Landtagswahlen stattfinden müssten. Die Regierung und der Landtag waren der Auffassung, dass die Wahlen 1928 der Beginn einer neuen Legislaturperiode waren und die nächsten Wahlen daher erst 1932 stattfänden. Da die vier Abgeordneten der VP ihre Mandatszeit als beendet ansahen, traten sie 1930 aus dem Landtag aus. Die vier vakant gewordenen Mandate wurden in Nachwahlen am 16. März 1930 besetzt, an denen die VP aus Protest nicht teilnahm und keine Kandidaten aufstellte. Daher bestand der Landtag von 1930 bis 1932 ausschließlich aus Abgeordneten der Fortschrittlichen Bürgerpartei (FBP).

## Liste der Mitglieder
In Oberland wurden 1401 Stimmen abgegeben, was bedeutet, dass ein Kandidat mindestens 701 Stimmen brauchte, um in den Landtag einzuziehen. Im Unterland wurden 700 Stimmen gezählt, somit reichten 351 Stimmen.
Bei der Nachwahl am 16. März 1930 wurden 1343 Stimmen abgegeben, von denen 726 gültig waren. Somit reichten 364 Stimmen um die absolute Mehrheit zu erhalten und in den Landtag einzuziehen.
| Name                 | Wahlkreis | Partei | Bemerkungen                                           |
| -------------------- | --------- | ------ | ----------------------------------------------------- |
| Franz Amann          | Oberland  | VP     | nach Stichwahl gewählt; 1930 freiwillig ausgeschieden |
| Emil Batliner        | Unterland | FBP    |                                                       |
| Heinrich Brunhart    | Oberland  | FBP    |                                                       |
| Peter Büchel         | Unterland | FBP    |                                                       |
| Wilhelm Büchel       | Unterland | FBP    |                                                       |
| Anton Frommelt       | Oberland  | FBP    |                                                       |
| Josef Gassner        | Oberland  | VP     | 1930 freiwillig ausgeschieden                         |
| Franz Xaver Hoop     | Unterland | FBP    |                                                       |
| Karl Kaiser          | Unterland | FBP    |                                                       |
| Franz Josef Marxer   | Unterland | FBP    |                                                       |
| Gustav Ospelt senior | Oberland  | VP     | 1930 freiwillig ausgeschieden                         |
| Josef Ospelt         | Oberland  | FBP    | 1930 durch Nachwahlen eingetreten                     |
| Bernhard Risch       | Oberland  | FBP    | 1930 durch Nachwahlen eingetreten                     |
| Ferdinand Risch      | Oberland  | FBP    |                                                       |
| Johann Schädler      | Oberland  | FBP    | 1930 durch Nachwahlen eingetreten                     |
| Basil Vogt           | Oberland  | VP     | 1930 freiwillig ausgeschieden                         |
| Georg Vogt           | Oberland  | FBP    |                                                       |
| Friedrich Walser     | Oberland  | FBP    | 1930 durch Nachwahlen eingetreten                     |
| Oswald Walser        | Oberland  | FBP    |                                                       |